# 거제시의회
거제시의회는 경상남도 거제시 지역을 관할하는 기초의회이다.